# Месарович, Александар
Александар Месарович (серб. Александар Месаровић; род. 27 сентября 1998, Крчедин, Воеводина) — сербский футболист, полузащитник клуба «МЛ Витебск».

## Карьера
Родился в городе Крчедин. Футболом начал заниматься в «Войводине».
Месарович перешёл во взрослую команду в возрасте 18 лет. 28 июня 2017 года, он подписал свой первых профессиональный контракт на 4 года с «Войводиной». Проведя всё межсезонье с основной командой Месарович дебютировл в основе в матче лиги Европы словацкого клуба «Ружомберок». В сербской суперлиге дебютировал 21 июля в домашней игре с «Чукарички».
20 января 2022 года Месарович перешел в футбольный клуб «Раднички» в качестве свободного агента.
В июле 2025 года подписал соглашение с белорусским клубом «МЛ Витебск», впервые выбрав продолжение карьеры за пределами Сербии. Контракт рассчитан на три года. На момент перехода команда из Витебска лидировала в высшей лиге чемпионата Беларуси.